# Microtropis submembranacea
Microtropis submembranacea är en benvedsväxtart som beskrevs av Merrill och Freeman. Microtropis submembranacea ingår i släktet Microtropis och familjen Celastraceae. Inga underarter finns listade.